# Ruth Ogbeifo
Ruth Ogbeifo (Kokori, 18 aprile 1972) è un'ex sollevatrice nigeriana medagliata olimpica e mondiale che ha gareggiato nella categoria dei pesi massimi (fino a 75 kg.).

## Carriera
Ruth Ogbeifo ebbe nel biennio 1999-2000 il periodo di maggior successo della sua carriera di sollevatrice, durante il quale vinse la medaglia di bronzo ai Campionati mondiali di Atene 1999 con 240 kg. nel totale, alle spalle della cinese Xu Jiao (247,5 kg.) e della sudcoreana Kim Soon-hee (242,5 kg.).
L'anno successivo Ogbeifo partecipò alle Olimpiadi di Sydney 2000, edizione dei Giochi nella quale il sollevamento pesi femminile faceva il suo esordio olimpico, conquistando la medaglia d'argento con 245 kg. nel totale, dietro alla colombiana María Isabel Urrutia-Ocoró e davanti alla taiwanese Kuo Yi-hang, tutte con lo stesso risultato nel totale di 245 kg., e con assegnazione delle medaglie in base al minor peso corporeo delle prime tre classificate. Ogbeifo era più pesante della colombiana Urrutia-Ocoró di circa 1 kg. e più leggera di Kuo Yi-hang di circa 300 grammi e venne, pertanto, classificata al 2º posto finale.